# Итало-романские языки

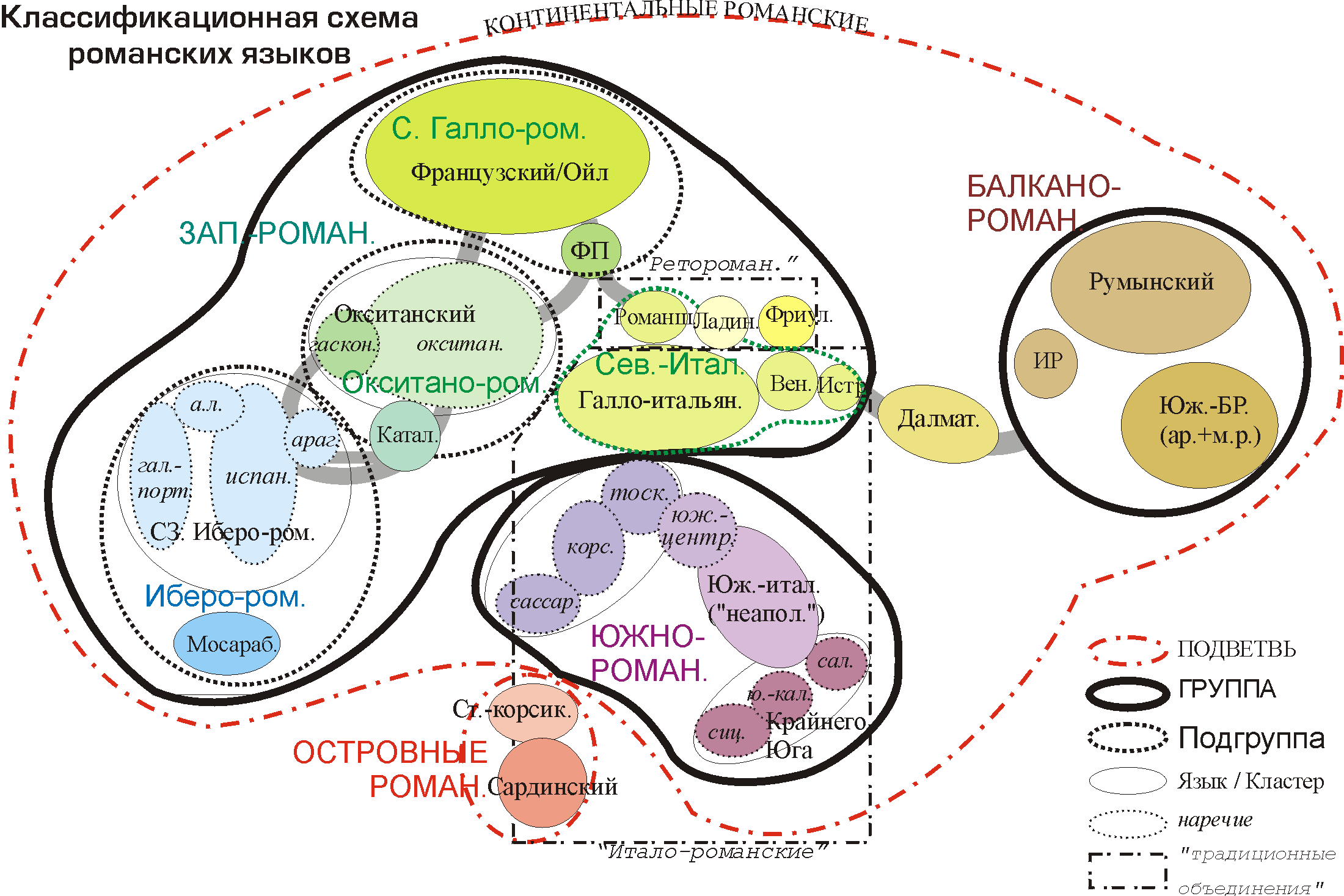
В число итало-романских языков обычно включают северноитальянские, южно-романские и островные романские языки

Итало-романская подгруппа — одна из подгрупп, выделяемых в составе группы романских языков, занимающая промежуточное положение между западнороманскими и восточнороманскими языками. 
Включает: итальянский, сардинский, истророманский, корсиканский, сицилийский. Некоторые учёные относят к этой группе также рето-романские языки.
Классификация итало-романских языков осложнена тем, что разные её языки имеют фактически разное происхождение. Если диалекты Северной Италии больше всего похожи на окситано-романские языки, то диалекты Южной Италии имеют целый ряд общих черт с балкано-романскими языками. В литературном итальянском языке присутствуют как западнороманские, так и восточнороманские черты. 